# Astragalus daghestanicus
Astragalus daghestanicus är en ärtväxtart som beskrevs av Aleksandr Alfonsovitj Grossgejm. Astragalus daghestanicus ingår i släktet vedlar, och familjen ärtväxter. Inga underarter finns listade i Catalogue of Life.